# Porcellio chuldahensis
Porcellio chuldahensis là một loài chân đều trong họ Porcellionidae. Loài này được Verhoeff miêu tả khoa học năm 1923.